# Kuldyngbagge
Kuldyngbagge (Megatelus contractus) är en skalbaggsart som beskrevs av Johann Christoph Friedrich Klug 1845. I den svenska databasen Dyntaxa används istället namnet Aphodius brevis. Enligt Catalogue of Life ingår kuldyngbagge i släktet Megatelus och familjen Aphodiidae, men enligt Dyntaxa är tillhörigheten istället släktet Aphodius och familjen bladhorningar. Arten är reproducerande i Sverige. Inga underarter finns listade i Catalogue of Life.